# Anoba subatriplaga
Anoba subatriplaga är en fjärilsart som beskrevs av Fletcher och Pierre E.L. Viette 1955. Anoba subatriplaga ingår i släktet Anoba och familjen nattflyn. Inga underarter finns listade i Catalogue of Life.